# Amt Legden
Das Amt Legden war ein Amt im ehemaligen Kreis Ahaus. Es bestand von Juli 1836 bis zum 30. Juni 1969.
Das Amt Legden wurde im Juli 1836 zunächst als Bürgermeisterei gebildet. Dabei wurde aus der Bürgermeisterei Ahaus das Kirchspiel Legden und aus der Bürgermeisterei Schöppingen das Kirchspiel Asbeck eingegliedert.
Mit Wirkung vom 3. April 1844 wurde die Bürgermeisterei Legden in ein Amt nach der Landgemeinde-Ordnung für die Provinz Westfalen vom 31. Oktober 1841 umgewandelt. Gleichzeitig erhielten die Kirchspiele Legden und Asbeck erstmals den Status einer Gemeinde.
Vom 20. März 1856 bis zum 31. Oktober 1934 wurde das Amt nach der Landgemeindeordnung für die Provinz Westfalen vom 19. März 1856 verwaltet. Zum 1. November 1934 wurde die Amtsordnung für die Rheinprovinz und die Provinz Westfalen vom 8. Oktober 1934 eingeführt, die seit August 1946 in Verbindung mit § 124 Deutsche Gemeindeordnung vom 30. Januar 1935 in der Fassung der Verordnung Nr. 21 der Militärregierung für das Britische Kontrollgebiet weitergeführt wurde. Zum 11. März 1953 wurde im Land Nordrhein-Westfalen die Amtsordnung vom 10. März 1953 eingeführt, nach der das Amt bis 1969 verwaltet wurde.
1913 hatte das Amt Legden eine Fläche von 55,74 km2. In diesem Jahr lebten dort 3.413 katholische, 24 evangelische und 9 jüdische Einwohner. Am 1. Januar 1951 umfasste das Amt Legden eine Fläche von 55,81 km2. Die Einwohnerzahl betrug am 13. September 1950: 4.883. Bei seiner Auflösung hatte das Amt 5.374 Einwohner auf einer Fläche von 55,79 km2.
Die Bürgermeisterei Legden wurde zunächst kommissarisch von Freiherr Clemens von Oer auf Egelborg geleitet. Seit 1844 wurde das Amt von einem Amtmann geführt. Als erster Amtmann wurde der bisherige Bürgermeister von Legden, Simonetti, und als dessen Vertreter der Besitzer des Ritterguts Egelborg, Freiherr von Oer, bestellt. Für 1913 ist als Ehrenamtmann Freiherr von Oer erwähnt.
Das Amt Legden wurde mit Wirkung vom 30. Juni 1969 aufgelöst. Als Rechtsnachfolgerin wurde die zum 1. Juli 1969 neu gebildete Gemeinde Legden bestimmt, in die die Gemeinden Legden und Asbeck eingegliedert wurden. Die neue Gemeinde übernahm auch das Wappen des Amtes.